# Boscia urens
Boscia urens är en kaprisväxtart som beskrevs av Friedrich Welwitsch. Boscia urens ingår i släktet Boscia och familjen kaprisväxter. Inga underarter finns listade i Catalogue of Life.